# Codex Mutinensis 122

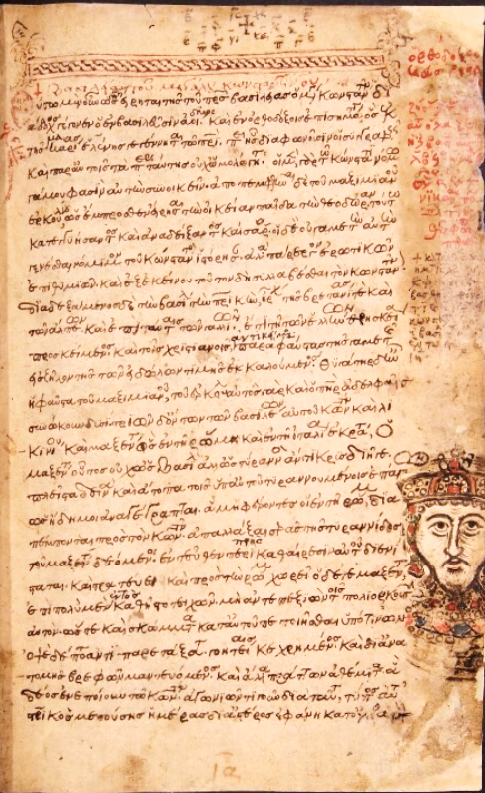
Sección del Codex (74r) con un retrato de Constantino I

El Codex Mutinensis 122 (Módena, Biblioteca Estense, Gr. 122) es un manuscrito del siglo XV escrito en griego medieval, almacenado en la Biblioteca Estense en Módena, Italia. La designación «Mutinensis 122» es moderna, el códice en sí lleva el título Epitomé historion (en griego: Ἐπιτομὴ Ἱστοριῶν) ya que contiene una copia de la obra del mismo nombre del historiador bizantino del siglo XII Juan Zonaras. El trabajo de Zonaras es una crónica de la historia mundial que se centra en el Imperio romano desde su fundación hasta la ascensión del emperador bizantino Juan II Comneno en 1118. El códice de Módena también presenta trabajo adicional de dos escribas posteriores, extendiendo el códice para cubrir la historia bizantina después de Juan II hasta la caída de Constantinopla en 1453.
El códice es más notable por contener retratos en miniatura de todos los emperadores romanos desde Augusto en el 27 a. C. hasta Constantino XI Paleólogo en 1453. Si bien los retratos de los primeros emperadores son casi en su totalidad imaginarios, los retratos de emperadores del siglo VII en adelante son más confiables (aunque no naturalista) y concuerdan bien con otras fuentes que describen su apariencia. Algunos emperadores, como Miguel IX Paleólogo y Andrónico IV Paleólogo no tienen retratos supervivientes conocidos fuera del códice de Módena.

## Contenido
El Codex Mutinensis 122 contiene una copia del Epitomé historion del historiador bizantino del siglo XII Juan Zonaras, una crónica de la historia mundial que se centra en el Imperio romano hasta la ascensión del emperador bizantino Juan II Comneno en 1118. El manuscrito del códice ha sido escrito por dos manos diferentes, con un escriba anterior simplemente copiando el trabajo de Zonaras y un escriba posterior, trabajando durante la segunda mitad del siglo XV, ampliando el trabajo para incluir la historia después del siglo XII y escribiendo una introducción a la obra. El trabajo de los dos escribas diferentes se puede distinguir por el hecho de que el trabajo posterior está escrito en un papel de diferente textura y lleva una marca de agua que representa dos tijeras. Las adiciones del segundo escriba al final de la obra incluyen una lista de emperadores y sus consortes desde Alejo I Comneno en adelante, una lista de oficios en la corte bizantina, una lista de sedes episcopales, una lista de los patriarcas de Constantinopla, una lista de tumbas imperiales, otra lista de emperadores (esta que comienza con Augusto), un relato de una estatua de Justiniano I y retratos de los 24 emperadores que reinaron después de Alejo I.
La característica más notable del códice de Módena son los retratos que aparecen en todas partes. En los márgenes de sus páginas hay retratos que representan a todos los emperadores romanos y bizantinos desde Augusto en el 27 a. C. hasta Constantino XI Paleólogo en 1453. El segundo escriba debe haber sentido que era importante completar la lista y los relatos de los emperadores y también restauró y editó retratos en secciones anteriores del manuscrito, además de crear retratos de los últimos emperadores. Como algunos retratos, como el retrato de Claudio, no están coloreados y otros están coloreados con acuarela, es probable que los retratos en secciones anteriores de la obra originalmente no tuvieran color, y luego los coloreara el segundo escriba. El segundo escriba también escribió sobre las anotaciones que se habían desvanecido y agregó inscripciones debajo de algunos de los retratos en rojo.
Está claro que el escriba posterior reorganizó partes del códice. Las partes iniciales y finales del trabajo del escriba anterior parecen haber estado en malas condiciones, aparentemente dañadas por el fuego, antes de que el segundo escriba se dedicara a restaurar y agregar al códice. El escriba posterior conservó así el cuerpo principal del códice más antiguo, restauró algunas partes (como los retratos descoloridos), restauró parte del texto perdido y agregó un nuevo texto propio. Una de las pruebas clave de que el códice no solo se restauró sino que también se reorganizó es que algunos de los retratos presentados en las últimas secciones de la obra, como los de los emperadores Isaac II Ángelo y Juan IV Láscaris, parecen haber sido recortadas de partes anteriores del texto y pegadas en partes posteriores.
La fecha del manuscrito no se conoce con certeza. El último retrato pegado de la obra del escriba anterior es el retrato que representa al emperador Manuel II Paleólogo como un anciano con barba blanca, lo que significa que el primer escriba debe haber trabajado como muy temprano alrededor del año 1425. El escriba posterior, que termina su galería de retratos imperiales bizantinos con los retratos de Constantino I el Grande  y el último emperador, Constantino XI Paleólogo, debe haber trabajado en algún momento después de la caída de Constantinopla y fin del imperio, como muy pronto en el año 1453. La elección de poner el retrato de Constantino el Grande como retrato final de la obra, después de Constantino XI, transmite un mensaje profético y apocalíptico. Constantino, que aparece en último lugar, podría seguir el sentimiento del patriarca de Constantinopla inmediatamente después de la caída de Constantinopla, Genadio II Escolario, quien creía que la coincidencia del primer y último emperador en Constantinopla con el nombre de Constantino significaba que el fin del mundo estaba cerca. La secuencia pictórica del códice de Módena sugiere que el segundo escriba creía que el principio y el final de la línea imperial estaban vinculados de forma indeleble.

## Retratos seleccionados
Para la lista completa de retratos, véase Mutinensis gr. 122 en Wikimedia Commons

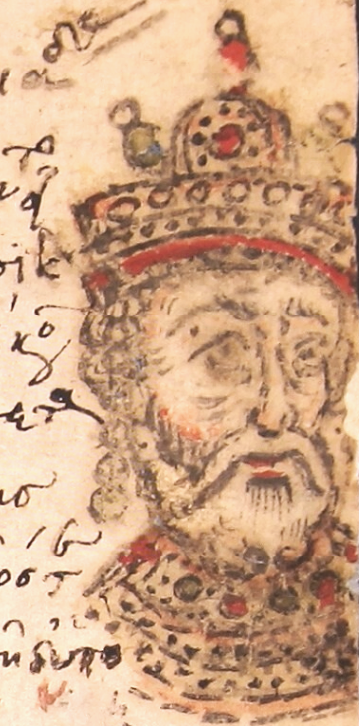
César Augusto[a] (27 a.C.-14 d.C.)
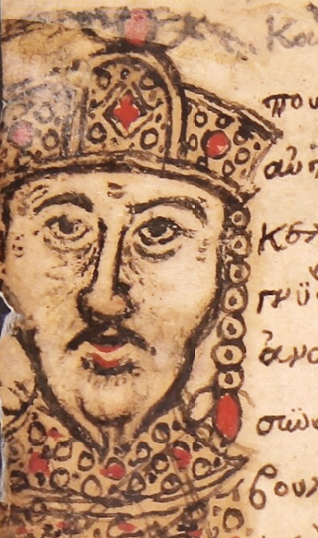
Constantino I[b] (r. 306-337)
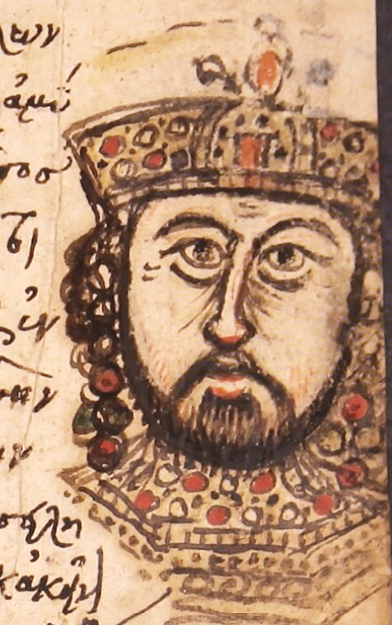
Honorio[c] (r. 395-423)
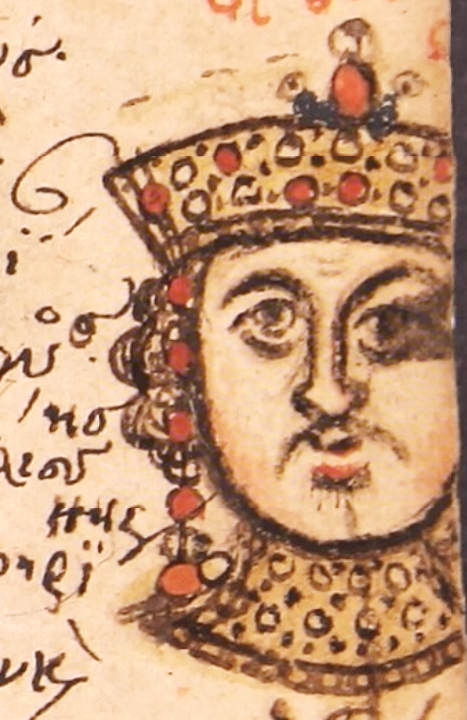
León II[d] (r. 474)
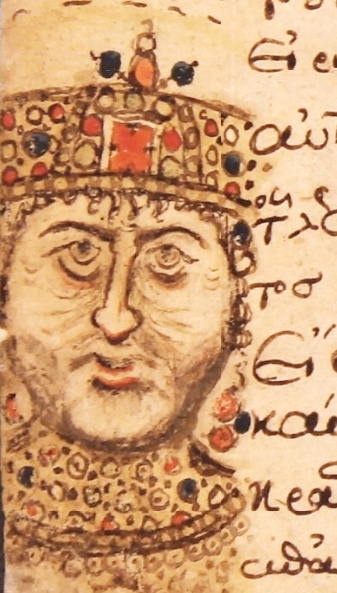
Justiniano I[e] (r. 527-565)
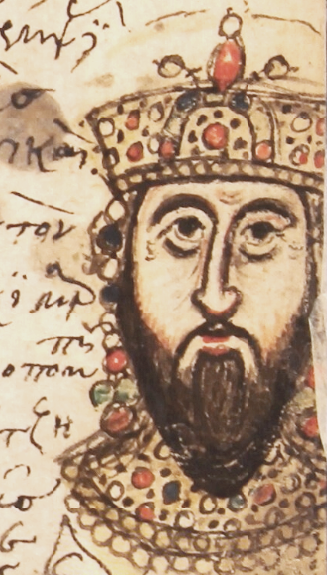
León VI[f] (r. 886-912)
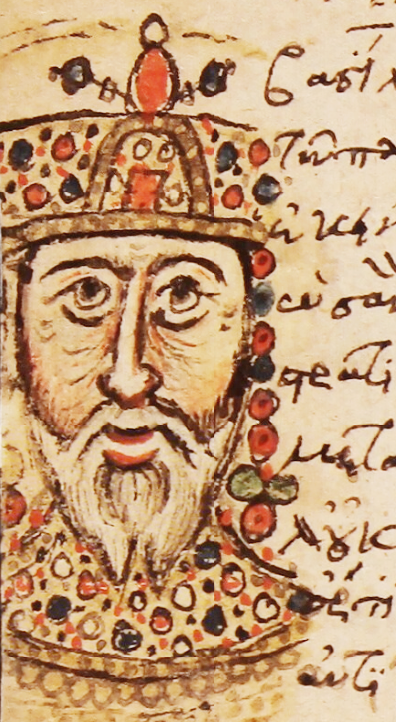
Basilio II[g] (r. 965-1025)
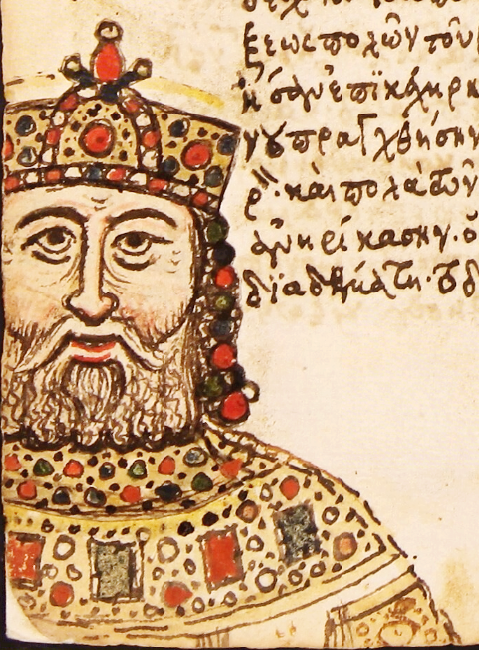
Alejo I[h] (r. 1081-1118)
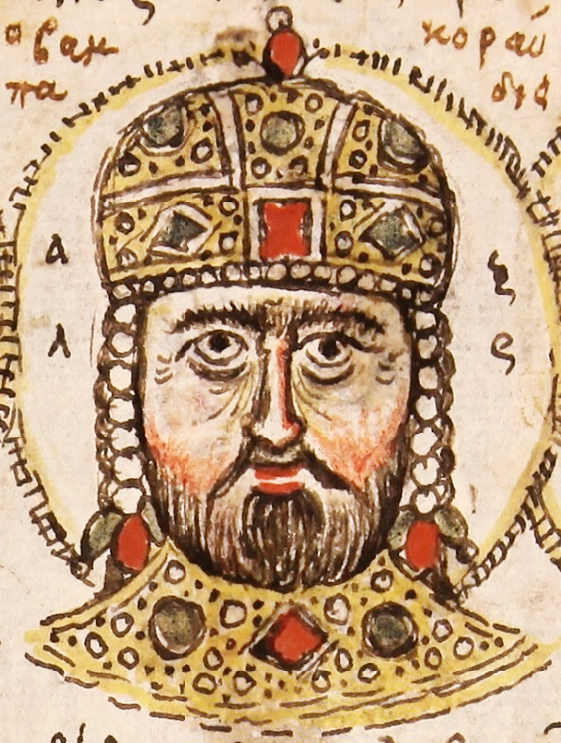
Alejo V[i] (r. 1204)
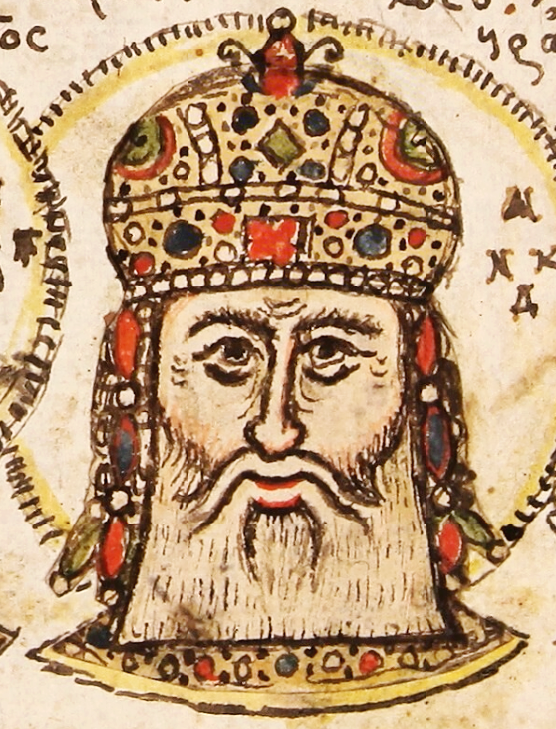
Andrónico II[j] (r. 1282-1328)
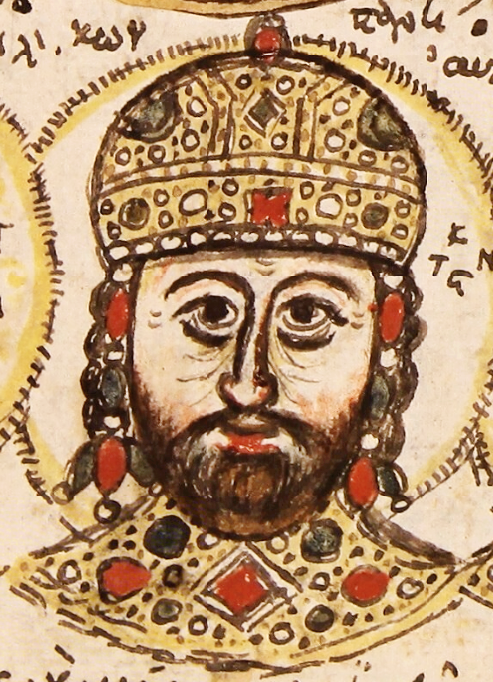
Constantino XI (r. 1449-1453)
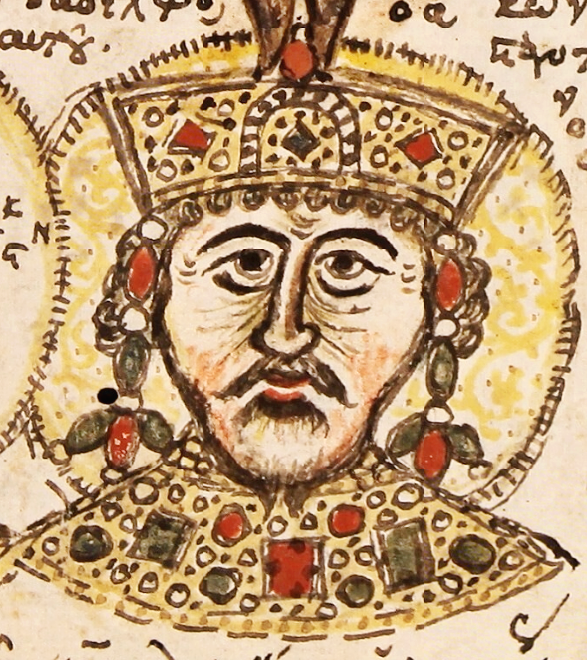
Constantino I